# 矩叶鼠刺
矩叶鼠刺（学名：Itea oblonga），为虎耳草科鼠刺属下的一个种。

## 扩展阅读
維基物種上的相關：矩叶鼠刺